# エドモントン・オイラーズ
エドモントン・オイラーズ（Edmonton Oilers）は、カナダ・アルバータ州エドモントンを本拠としているナショナルホッケーリーグ（NHL）所属のプロアイスホッケーチームである。

## 歴史
1972年にアルバータ・オイラーズとしてWHA（ワールドホッケーアソシエイション）の創立メンバーとなる。創立時のオーナーはビル・ハンター(Bill Hunter) 。ハンターは従前はエドモントン・オイル・キングスのオーナーであり、後の西部ホッケー・リーグ (Western Hockey League) の創立者でもあるが、彼のエドモントンへのプロホッケーチーム誘致はNHLに頑として拒絶され続けた。アルバータ・オイラーズという名の元々の命名理由は、カルガリー・ブロンコス (Calgary Broncos) の解散後において、アルバータ州の2大都市であるエドモントン、カルガリー双方でのホームゲーム開催を企図していたこととされる。もっとも、チームはエドモントンのみで全興行を行ったが、これは財政上の理由やNHLかWHAのいずれかがカルガリーへ進出するのを容易ならしめるためといわれている。翌年には実態を反映させるために「エドモントン」・オイラーズへと改名。
1978年になって、新オーナーのピーター・ポクリントン (Peter Pocklington) は、球団存続を断念したインディアナポリス・レイサーズ (Indianapolis Racers) から、当時まだ新人だったのちのスーパースター、ウェイン・グレツキーを獲得した。グレツキーは間もなく閉鎖されるWHAの最後の新人王となり、チームはウィニペグ・ジェッツ、ハートフォード・ホエーラーズ 及びケベック・ノルディクス とともにNHLに参画した。
オイラーズは、グレツキー、マーク・メシエやケビン・ロー (Kevin Lowe) ら有力若手選手を擁し、NHL参加1年目からスタンレー・カッププレイオフ進出を達成し,
その名をリーグに轟かせた。このプレイオフではフィラデルフィア・フライヤーズに3敗と敗れ、またポール・コフィーやヤリ・クリが加入した2年目のレギュラーシーズンの順位は月並みに終わったが、1981年のプレーオフ1回戦では、絶大な人気を誇ったモントリオール・カナディアンズを3勝0敗で破る大番狂わせを演じた。　
1981-1982 シーズンでは、レギュラーシーズンでリーグ最高の成績を収めたものの、若いチームゆえに自らを見失って地区準決勝で敗退した。1983年は初めてスタンレー・カップ決勝に進出したが、3度の優勝経験を持つニューヨーク・アイランダーズの前に1勝3敗で屈した。しかし、その1年後、4勝1敗でアイランダーズを下し、スタンレー・カップ初優勝を決めた。
これが1980年代の「アルバータ王朝時代」、すなわちエドモントンとカルガリー・フレームスがその後5シーズンに渡ってリーグトップの座を巡ってしのぎを削る時代の幕開けとなった。エドモントンは1985年に再びカップ優勝を成し遂げたが、1986年の西部地区（当時はキャンベル地区）決勝の第7試合では宿敵フレームスに痛恨のオウンゴールで敗退、フレームスのカップ決勝（優勝はモントリオール）進出を許した。
1987年はエドモントンは再度カップ決勝に進出し4勝3敗の僅差でフィラデルフィア・フライヤーズを下した。また1988年にはスタンレー・カップを通じて18試合中僅か2敗と無類の強さを見せ、ボストン・ブルーインズを破って過去5年間で4回目の優勝を飾った。
しかし1988年の夏には、グレツキーが金銭1,500万ドルと2選手との交換トレードでロサンゼルス・キングスへ移籍することとなった。この移籍問題はカナダ議会での議題にあがった。この移籍騒動によって1989年のシーズンは混乱続きとなり、エドモントンは1982年以来初めて地区決勝に進出を果せず、またキングスも同様の混乱によって7戦方式のシリーズに敗退した。
続く1990年もエドモントンには混乱が続く。とりわけオールスター選抜選手で将来の殿堂入りを目されたゴーリーのグラント・フューアがコカインの所持及び使用で告発されたことは痛手であった。しかしチームは新ゴーリーのビル・ランフォードに続いて勢いを盛り返し、地区でカルガリー、ロサンゼルスに次ぐ成績であったにもかかわらず、5度目のカップ決勝に進出し4勝1敗でボストン・ブルーインズを下した。ゴーリーのランフォードはこの時の目覚しい活躍によりプレーオフ最優秀選手賞を獲得している。
しかし徐々にチームには衰微の兆しが現れ始めていた。グレツキーの移籍はNHLにおける急激な年俸の高騰という新たな現実をもたらし、エドモントンのような市場規模の小さなチームは、もはやアメリカ合衆国大都市のチームが提示する高額年俸とは競争ができなくなりつつあった。マーク・メシエ、ヤリ・クリ、ランフォードやグレン・アンダーソン (Glenn Anderson) らの有力選手はすべて相次いでチームを去り、残されたのは実績の少ない若手選手ばかりとなった。1991年と1992年には、地区決勝に進出したものの、オイラーズは過去5年間を支配した往時の面影はなかった。1993年にはリーグ参加以来初めてプレイオフ進出を逃し、その後4年間はプレイオフに姿を見せない低迷が続いた。
オーナーであるポクリントンの所有する精肉会社ゲイナーズ (Gainers) がスキャンダルと不正行為の追及を受け倒産するなど、氷上外でもトラブルは続いた。1990年代のオイラーズはチームの存亡をかけて死に物狂いであった。1999年、ついに37のオーナーから構成されるコンソーシアムがチームを買収し、エドモントンでのチーム存続を明言した。短期間に2つのカナダのチームを失うという事態を深く憂慮したNHLの努力によって、オイラーズはこの支援を受け続けている。
1997年にはオイラーズはプレイオフに久々出場を果たし勝利を重ねた。特に7戦までもつれたダラス・スターズを破ったシリーズは当時の最もエキサイティングな試合の1つといわれ、延長戦において追いすがる敵をかわして決めたゴールで勝利した。次のラウンドではコロラドに敗れはしたものの、オイラーズのプレーオフへの復活に陶然となったと伝えられる。
1998年はエドモントンはプレイオフ2回戦でダラスと再び合いまみえたが、急速に力をつけつつあったダラスの勝利に終わる。ここに、ホッケー史上稀に見る熾烈なライバル関係が始まる。1997年から2003年までの間、実にプレーオフで両者は6度顔を合わせ、そのうち5試合は1回戦での対戦であった。2002年こそ対戦はなかったが、これは両チームともにプレーオフ進出を果せなかったためである。2004年には、この拮抗状態が敗れエドモントンはプレーオフ進出がならなかったが、他方ダラスは進出しコロラド・アバランチと対戦している。
2003年11月22日オイラーズは、NHL初の野外試合、「ヘリテージ・クラシック (Heritage Classic)」を主催した。NHL観客動員数最高の55,000人超の観客をエドモントンのコモンウェルス・スタジアムに集めたこの試合で、オイラーズはモントリオール・カナディアンズに4対3で敗れた。
2004年1月23日オイラーズは、AHLに属するマイナーチームのトロント・ロードランナーズが2004 - 2005シーズンの試合を本拠地のレクソール・プレイスで開催すると発表した。これは、NHLの同シーズンが2004年から2005年のNHLロックアウトにより試合中止となることを受けたものである。
2005－06シーズン、オイラーズはカンファレンス8位とぎりぎりのラインでプレイオフに進出し、1回戦でシーズン最多勝ち点を獲得したチームに与えられるプレジデント・トロフィーを獲得したデトロイト・レッドウイングスと対戦した。大方の予想を裏切りレッドウイングスを破り、2回戦でサンノゼ・シャークスを破り、カンファレンス決勝でアナハイム・マイティダックスを破り、プレイオフのフォーマットが変更されてから初めての「第8シードからスタンレーカップ決勝進出」したチームとなった。
スタンレーカップ決勝ではエースゴーリーのドウェイン・ロロソンを第1戦の怪我で欠きながらも第7戦までもつれ込ませるが、惜しくもカロライナ・ハリケーンズに破れスタンレーカップ獲得を逃している。
オイラーズはダウンタウン・エドモントンに建設中のロジャーズ・プレイスを2016-17シーズンに移転する予定である。

## シーズン別の成績

### アルバータ/エドモントン・オイラーズ (WHA時代 1972年 - 1979年)
| 年      | GP | W  | L  | T | GF  | GA  | PTS | 最終順位      | プレイオフ                                  |
| 1972-73 | 78 | 37 | 35 | 6 | 259 | 250 | 80  | ウェスト4位   | 不参加                                      |
| 1973-74 | 78 | 44 | 32 | 2 | 332 | 275 | 90  | ウェイト3位   | 初戦敗退 (ミネソタ・ファイティングセインツ) |
| 1974-75 | 78 | 36 | 38 | 4 | 279 | 279 | 76  | セントラル5位 | 不参加                                      |
| 1975-76 | 81 | 27 | 49 | 5 | 335 | 398 | 53  | セントラル4位 | 準々決勝敗退 (ウィニペグ・ジェッツ)         |
| 1976-77 | 81 | 34 | 43 | 4 | 243 | 304 | 72  | ウェスト4位   | 準々決勝敗退 (ヒューストン・アエロズ)       |
| 1977-78 | 80 | 38 | 39 | 3 | 309 | 307 | 79  | 5位           | 初戦敗退 (ニューイングランド・ホエールズ)   |
| 1978-79 | 80 | 48 | 30 | 2 | 340 | 266 | 98  | 1位           | 決勝敗退 (ウィニペグ・ジェッツ)             |

### エドモントン・オイラーズ (NHL時代 1979年 - )
| 年      | GP | W  | L  | T  | OL | GF  | GA  | PTS | 最終順位    | プレイオフ                                        |
| 1979-80 | 80 | 28 | 39 | 13 | -  | 301 | 322 | 69  | スマイス4位 | 初戦敗退 (PHI)                                    |
| 1980-81 | 80 | 29 | 25 | 16 | -  | 328 | 327 | 74  | スマイス4位 | 準々決勝敗退 (NYI)                                |
| 1981-82 | 80 | 48 | 17 | 15 | -  | 417 | 295 | 111 | スマイス1位 | 地区準決勝敗退 (LA)                               |
| 1982-83 | 80 | 47 | 21 | 12 | -  | 424 | 315 | 106 | スマイス1位 | スタンレー・カップ決勝敗退 (NYI)                  |
| 1983-84 | 80 | 57 | 18 | 5  | -  | 446 | 314 | 119 | スマイス1位 | スタンレー・カップ優勝                            |
| 1984-85 | 80 | 49 | 20 | 11 | -  | 401 | 298 | 109 | スマイス1位 | スタンレー・カップ優勝                            |
| 1985-86 | 80 | 56 | 17 | 7  | -  | 426 | 310 | 119 | スマイス1位 | 地区決勝敗退 (CGY)                                |
| 1986-87 | 80 | 50 | 24 | 6  | -  | 372 | 284 | 106 | スマイス1位 | スタンレー・カップ優勝                            |
| 1987-88 | 80 | 44 | 25 | 11 | -  | 363 | 288 | 99  | スマイス2位 | スタンレー・カップ優勝                            |
| 1988-89 | 80 | 38 | 34 | 8  | -  | 325 | 306 | 84  | スマイス3位 | 地区準決勝敗退 (LA)                               |
| 1989-90 | 80 | 38 | 28 | 14 | -  | 315 | 283 | 90  | スマイス2位 | スタンレー・カップ優勝                            |
| 1990-91 | 80 | 37 | 37 | 6  | -  | 272 | 272 | 80  | スマイス3位 | カンファレンス決勝敗退 (ミネソタ・ノーススターズ) |
| 1991-92 | 80 | 36 | 34 | 10 | -  | 295 | 297 | 82  | スマイス3位 | カンファレンス決勝敗退 (CHI)                      |
| 1992-93 | 84 | 26 | 50 | 8  | -  | 242 | 337 | 60  | スマイス5位 | 不参加                                            |
| 1993-94 | 84 | 25 | 45 | 14 | -  | 261 | 305 | 64  | 太平洋6位   | 不参加                                            |
| 1994-95 | 48 | 17 | 27 | 4  | -  | 136 | 183 | 38  | 太平洋5位   | 不参加                                            |
| 1995-96 | 82 | 30 | 44 | 8  | -  | 240 | 304 | 68  | 太平洋5位   | 不参加                                            |
| 1996-97 | 82 | 36 | 37 | 9  | -  | 252 | 247 | 81  | 太平洋3位   | カンファレンス準決勝敗退 (COL)                    |
| 1997-98 | 82 | 35 | 37 | 10 | -  | 215 | 224 | 80  | 太平洋3位   | カンファレンス準決勝敗退 (DAL)                    |
| 1998-99 | 82 | 33 | 37 | 12 | -  | 230 | 226 | 78  | 北西2位     | カンファレンス準々決勝敗退 (DAL)                  |
| 1999-00 | 82 | 32 | 26 | 16 | 8  | 226 | 212 | 88  | 北西2位     | カンファレンス準々決勝敗退 (DAL)                  |
| 2000-01 | 82 | 39 | 28 | 12 | 3  | 243 | 222 | 93  | 北西2位     | カンファレンス準々決勝敗退 (DAL)                  |
| 2001-02 | 82 | 38 | 28 | 12 | 4  | 205 | 182 | 92  | 北西3位     | 不参加                                            |
| 2002-03 | 82 | 36 | 26 | 11 | 9  | 231 | 230 | 92  | 北西4位     | カンファレンス準々決勝敗退 (DAL)                  |
| 2003-04 | 82 | 36 | 29 | 12 | 5  | 221 | 208 | 89  | 北西4位     | 不参加                                            |
| 2005-06 | 82 | 41 | 28 | -  | 13 | 256 | 251 | 95  | 北西3位     | スタンレー・カップ決勝敗退 (CAR)                  |
| 2006-07 | 82 | 32 | 43 | -  | 7  | 195 | 248 | 71  | 北西5位     | 不参加                                            |
| 2007-08 | 82 | 41 | 35 | -  | 6  | 235 | 251 | 88  | 北西4位     | 不参加                                            |
| 2008-09 | 82 | 38 | 35 | -  | 9  | 234 | 248 | 85  | 北西4位     | 不参加                                            |
| 2009-10 | 82 | 27 | 47 | -  | 8  | 214 | 284 | 62  | 北西5位     | 不参加                                            |
| 2010–11 | 82 | 25 | 45 | -  | 12 | 193 | 269 | 62  | 北西5位     | 不参加                                            |
| 2011–12 | 82 | 32 | 40 | -  | 10 | 212 | 239 | 74  | 北西5位     | 不参加                                            |
| 2012–13 | 48 | 19 | 22 | -  | 7  | 45  | 125 | 134 | 北西3位     | 不参加                                            |
| 2013–14 | 82 | 29 | 44 | -  | 9  | 67  | 203 | 270 | 太平洋7位   | 不参加                                            |
| 2014–15 | 82 | 24 | 44 | -  | 14 | 62  | 198 | 283 | 太平洋6位   | 不参加                                            |